# Nalini Cheriel
Nalini Cheriel, más conocida como Didi Cheriel, es una artista visual, música y realizadora de vídeo estadounidense. Reside en Los Ángeles, California.

## Carrera
Con 19 años, empezó diseñando camisetas y portadas de discos para diversos grups de Oregón. Se convirtió en un miembro de la banda Adickdid, que fue distribuida por diversas discográficas, como Yoyo Registros o Kill Rock Stars. Anteriorimente, había tocado con bandas como Juned, Teen Angels y The Hindi Guns.
En 2001, Cheriel, junto con amigos Kurt Voss y Zoe Poledouris, creó la película "Down and Out With the Dolls." Esta película está vagamente basada en la vida de Cheriel como música. Posteriormente, Cheriel se estableció en a Los Ángeles, California donde vive todavía.
Allí empezó su carrera como artista visual. Su trabajo continua con las temáticas exploradas a nivel musical, así como nuevos conceptos. El tema principal de su arte, según la autora, es reflejar los intentos de los seres humanos para conectar con el resto de la gente y con el mundo. Cheriel se interesa por la relación entre el ser humano y su entorno natural, y en sus pinturas abundan los animales, que utiliza para describir emociones humanas.